# Граф Хантингдон

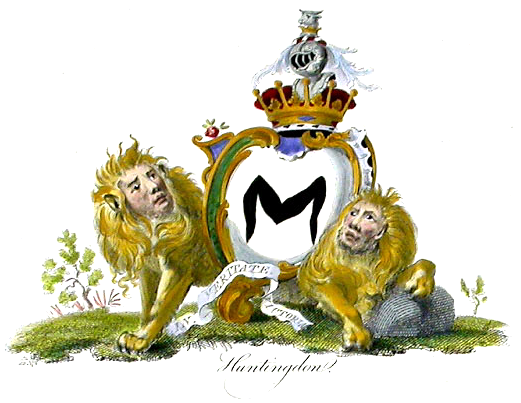
Герб графов Хантингдон из дома Гастингс

Граф Хантингдон (англ. Earl of Huntingdon) — старинный графский титул в системе дворянских титулов Англии, сохранившийся до настоящего времени. Впервые титул стал использоваться непосредственно после нормандского завоевания Вальтеофом, последним представителем крупной англосаксонской аристократии. Позднее титул графа и связанные с ним владения в среднеанглийских графствах оспаривались потомками Вальтеофа из шотландского королевского дома и англонормандского рода де Санлис, что было одной из причин длительного англо-шотландского военного противостояния в XII веке. С 1529 года титул принадлежит представителям дома Гастингс, династически родственного последним Плантагенетам.

## История титула
Возникновение титула связано с формированием в 1065 году обширного графства на востоке Средней Англии для Вальтеофа, одного из наиболее влиятельных магнатов поздне-англосаксонской Британии. Территория, переданная в управление Вальтеофу включала современные графства Хантингдоншир, Нортгемптоншир, Бедфордшир и Кембриджшир. Этот титул сохранился и после нормандского завоевания Англии, однако в 1075 году из-за участия в мятеже Вальтеоф был казнён. В дальнейшем его наследство и титулы графов Хантингдона и Нортгемптона оспаривали короли Шотландии и английский дворянский род де Санлис, которые происходили от двух браков дочери Вальтеофа. В конце XII века короли Англии признали право на титул младшей линии шотландского королевского дома. Со смертью её последнего представителя мужского пола Джона Шотландского, графа Честера и Хантингдона, в 1237 году титул перестал существовать, а связанные с ним владения перешли в распоряжение английской короны.
Впоследствии состоялось ещё несколько креаций титула графа Хантингдона. Этот титул обычно поглощался более старшими (герцоги Эксетер из рода Холландов, маркизы Дорсет из рода Греев, графы Пембрук из рода Гербертов) и существовал непродолжительное время.
В 1529 году король Генрих VIII присвоил титул графа Хантингдона Джорджу Гастингсу (ум. 1544), внуку знаменитого Уильяма Гастингса, одного из наиболее могущественных и влиятельных баронов конца эпохи войны Алой и Белой розы, казнённого Ричардом III в 1483 году. Сам Джордж Гастингс по линии своей бабки происходил от Эдуарда III, будучи прямым потомком Плантагенетов. Более того, благодаря браку Фрэнсиса Гастингса, 2-го графа Хантингдона (ум. 1560), с внучкой Джорджа Плантагенета, герцога Кларенса, графы Хантингдона получили право претендовать на английскую корону. Тем не менее, Генри Гастингс, 3-й граф Хантингдон (ум. 1595), сохранял лояльность Елизавете I и на протяжении длительного времени исполнял функции председателя Северного совета, занимавшегося управлением и организацией обороны северных английских графств. Его потомки носили титул графа Хантингдона до 1789 года, когда со смертью Фрэнсиса Гастингса, 10-го графа Хантингдона, пресеклась старшая линия дома Гастингсов.
В 1819 году право на титул было подтверждено за Гансом Фрэнсисом Гастингсом (ум. 1828), представителем боковой ветви дома, происходящей от младшего сына 2-го графа, и его потомками мужского пола. В настоящее время титул графа Хантингдона принадлежит Уильяму Эдварду Робину Гуду Гастингс-Бассу (род. 1948), который является 17-м графом Хантингдоном. Хотя других титулов граф не имеет, его старший сын в качестве «титула учтивости» именуется виконтом Гастингсом. Титул барона Гастингса креации 1295 года принадлежит роду Астли.
Резиденция современных графов Хантингдон находится в Ходкотт-Хаусе недалеко от деревни Вест-Илсли в Беркшире.

## Список графов Хантингдон

Герб Джона Шотландского

Герб дома Клинтон

Герб графов Хантингдон из дома Холандов

Герб дома Грей

Герб дома Герберт

Герб дома Гастингс

### Графы Хантингдон, первая креация (1065)
- Вальтеоф (ум. 1075), граф Нортумбрии (c 1072);
- Матильда (ум. 1130), дочь предыдущего;
- Генрих Шотландский (ум. 1152), граф Нортумбрии (c 1139), сын предыдущей;
- Симон II де Санлис (ум. 1153), граф Нортгемптон, сын Матильды Хантингдонской;
- Малькольм IV (король Шотландии) (ум. 1165), король Шотландии (c 1153), сын Генриха Шотландского;
- Вильгельм I (король Шотландии) (ум. 1214), король Шотландии (c 1165), брат предыдущего;
- Симон III де Санлис (ум. 1184), граф Нортгемптон, сын Симона II де Санлиса;
- Давид Шотландский (ум. 1219), сын Генриха Шотландского;
- Джон Шотландский (ум. 1237), граф Честер, сын предыдущего.

### Графы Хантингдон, вторая креация (1337)
- Уильям де Клинтон (ум. 1354).

### Графы Хантингдон, третья креация (1377)
- Гишар д’Англь (ум. 1380) (пожизненный титул).

### Графы Хантингдон, четвёртая креация (1388)
- Джон Холланд, 1-й граф Хантингдон (1350—1400), герцог Эксетер (с 1397), титулы конфискованы в 1400 году;
- Джон Холланд, 2-й граф Хантингдон (1394—1447), герцог Эксетер (с 1439), сын предыдущего, титул возвращён в 1416 году;
- Генри Холланд, 3-й граф Хантингдон (1430—1475), герцог Эксетер, сын предыдущего, титулы конфискованы в 1461 году.

### Графы Хантингдон, пятая креация (1471)
- Томас Грей, граф Хантингдон (1457—1501), маркиз Дорсет (c 1475), отказался от титула в 1475 году.

### Графы Хантингдон, шестая креация (1479)
- Уильям Герберт, граф Хантингдон (1451—1491), 2-й граф Пембрук (1469—1479).

### Графы Хантингдон, седьмая креация (1529)
- Джордж Гастингс, 1-й граф Хантингдон (1488—1544);
- Фрэнсис Гастингс, 2-й граф Хантингдон (1514—1560), сын предыдущего;
- Генри Гастингс, 3-й граф Хантингдон (1536—1595), сын предыдущего;
- Джордж Гастингс, 4-й граф Хантингдон (1540—1604), брат предыдущего;
- Генри Гастингс, 5-й граф Хантингдон (1586—1643), внук предыдущего;
- Фердинандо Гастингс, 6-й граф Хантингдон (1609—1656), сын предыдущего;
- Теофилус Гастингс, 7-й граф Хантингдон (1650—1701), сын предыдущего;
- Джордж Гастингс, 8-й граф Хантингдон (1677—1705), сын предыдущего;
- Теофилус Гастингс, 9-й граф Хантингдон (1696—1746), брат предыдущего;
- Фрэнсис Гастингс, 10-й граф Хантингдон (1729—1789), сын предыдущего;
- Теофилус Генри Гастингс, 11-й граф Хантингдон (1728—1804), прапраправнук младшего сына 2-го графа Хантингдон (титул не признан);
- Ганс Фрэнсис Гастингс, 12-й граф Хантингдон (1779—1828), племянник предыдущего (титул признан в 1819 году);
- Фрэнсис Теофилус Генри Гастингс, 13-й граф Хантингдон (1808—1875), сын предыдущего;
- Фрэнсис Пауэр Плантагенет Гастингс, 14-й граф Хантингдон (1841—1885), сын предыдущего;
- Уорнер Фрэнсис Джон Плантагенет Гастингс, 15-й граф Хантингдон (1868—1939), сын предыдущего;
- Фрэнсис Джон Кларенс Вестенра Плантагенет Гастингс, 16-й граф Хантингдон (1901—1990), сын предыдущего;
- Уильям Эдвард Робин Гуд Гастингс-Басс, 17-й граф Хантингдон (род. 1948), двоюродный племянник предыдущего;

наследник: Джон Питер Робин Гуд Гастингс-Басс (род. 1954), брат предыдущего.